# 莱西夫
莱西夫（法語：Les Iffs，法語發音：[le.z‿if]）是法国伊勒-维莱讷省的一个市镇，位于该省西北部，属于雷恩区。

## 地理
莱西夫（48°17'16"N, 1°52'0"W）面积4.52 平方千米，位于法国布列塔尼大區伊勒-维莱讷省，该省份为法国西北部沿海省份，位于布列塔尼半岛东部，北濒大西洋，西接阿摩尔滨海省和莫尔比昂省，南至大西洋卢瓦尔省，西南端接曼恩-卢瓦尔省，东临马耶讷省，东北与芒什省接壤。
与莱西夫接壤的市镇（或旧市镇、城区）包括：拉博赛讷、卡尔德罗克、拉沙佩勒绍塞、圣布里厄德西夫、坦泰尼亚克。

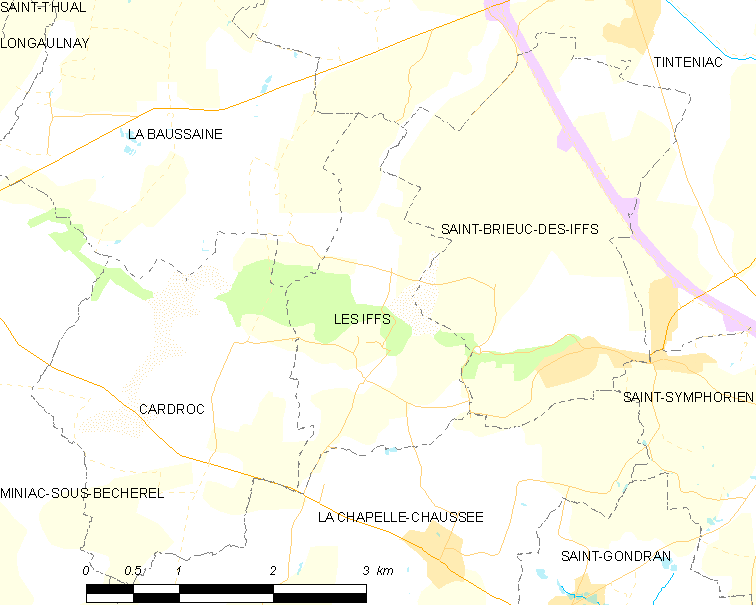
莱西夫的OSM定位图

莱西夫的时区为UTC+01:00、UTC+02:00（夏令时）。

## 行政
莱西夫的邮政编码为35630，INSEE市镇编码为35134。

## 政治
莱西夫所属的省级选区为孔堡县。

## 人口

1962-2008年间莱西夫人口变化图示

莱西夫于2022年1月1日时的人口数量为274人。